# Круклін
Круклін (пол. Kruklin, нім. Kraukeln, until 1938 Kruglinnen) — село в Польщі, у гміні Ґіжицько Гіжицького повіту Вармінсько-Мазурського воєводства.
Населення — 550 осіб (2011).
У 1975-1998 роках село належало до Сувальського воєводства.

## Демографія
Демографічна структура станом на 31 березня 2011 року:
|          | Загалом | Допрацездатний вік | Працездатний вік | Постпрацездатний вік |
| -------- | ------- | ------------------ | ---------------- | -------------------- |
| Чоловіки | 285     | 74                 | 191              | 20                   |
| Жінки    | 265     | 61                 | 160              | 44                   |
| Разом    | 550     | 135                | 351              | 64                   |